# Jelenia Góra
Jelenia Góra là một thị trấn thuộc huyện Jelenia Góra, tỉnh Dolnośląskie ở miền tây nam Ba Lan. Thị trấn có diện tích 109 km². Đến ngày 1 tháng 1 năm 2011, dân số của thị trấn là 84023 người và mật độ 769 người/km².